# Al Doctor Trueta
Al Doctor Trueta és un monument escultòric situat a la Rambla del Poblenou amb Pere IV, al districte de Sant Martí de Barcelona. Va ser creat el 1978 per Josep Ricart i Maymir. El monument està dedicat al metge català Josep Trueta i Raspall (Barcelona, 1897 - 1977), catedràtic d'Ortopèdia de la Universitat d'Oxford i autor d'una història de Catalunya en anglès, The Spirit of Catalonia (1940).

## Història i descripció

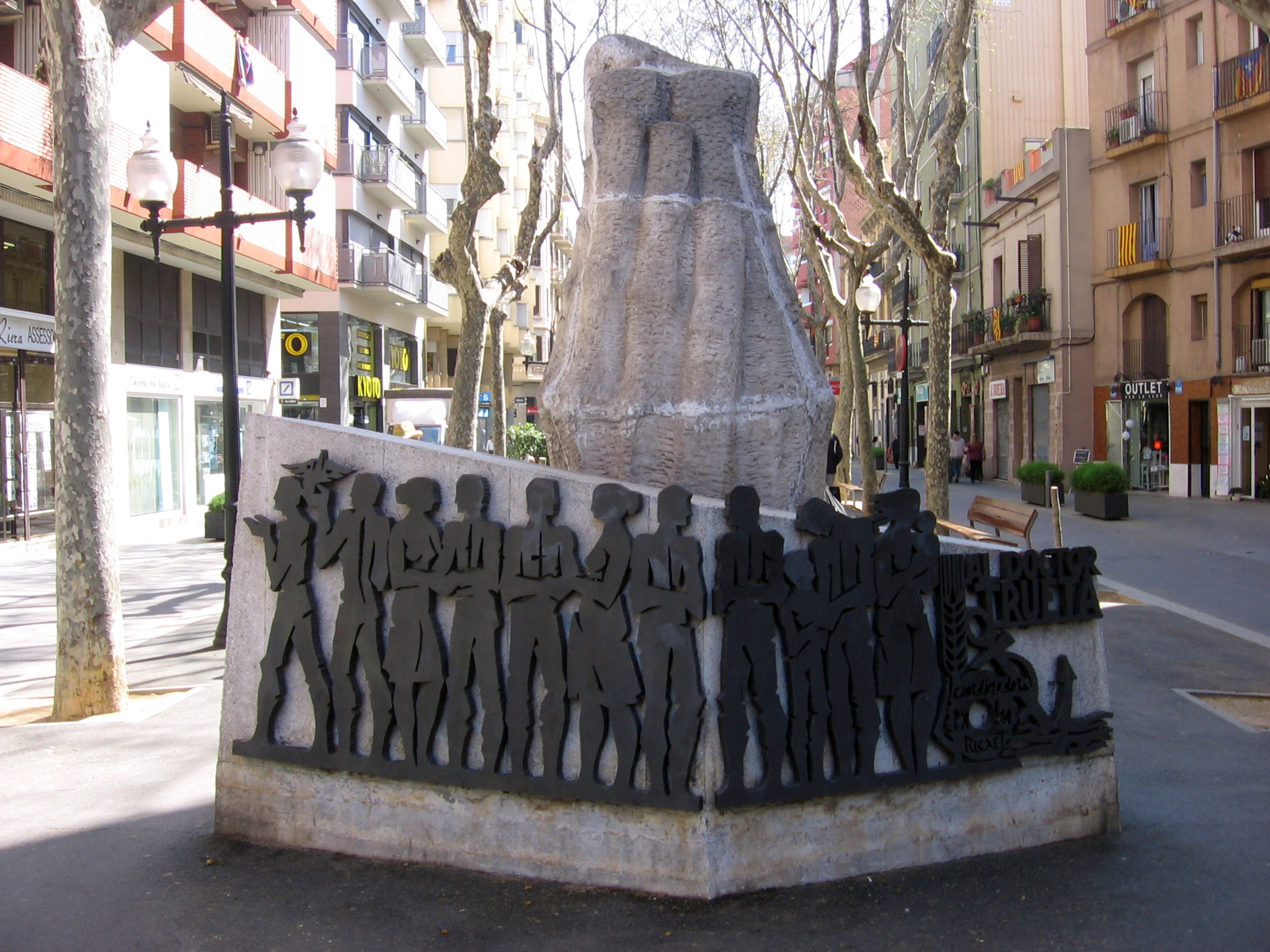
Part posterior del monument.

El monument va ser promogut per la Coordinadora d'Entitats del Poblenou, en honor d'aquest il·lustre metge fill del barri, i va ser sufragat amb una subscripció popular, tot just a l'any de la seva mort. Es va encarregar a l'escultor Josep Ricart, també veí del barri i definit per ell mateix com "artista social del poble". L'obra es va col·locar a la Rambla del Poblenou amb Pere IV, on es va inaugurar el 9 d'abril de 1978 amb l'assistència del conseller de Cultura de la Generalitat, Pere Pi-Sunyer i la filla del metge, Amèlia Trueta, esposa del polític Ramon Trias Fargas.
L'obra estava inicialment al tram superior de la Rambla del Poblenou, on destacava la seva frontalitat, però en obrir-se la rambla fins a la Diagonal ha quedat més com una escultura exempta, perceptible per tots els seus costats, que no estaven pensats per aquesta perspectiva i queden així una mica malparats. A la seva part frontal es percep una figura humana de traços estilitzats sostinguda per unes gegantines mans, amb el cap cot i la mà esquerra sobre el pit, amb l'aparença de ser una persona moribunda. Es podria interpretar llavors com la figura de Crist recollida per les mans de Déu, però tenint en compte la tasca de l'homenatjat cal veure-la com un malalt acollit per la Medicina. Aquest conjunt es recolza sobre una peanya de formigó a la part dreta de la qual hi figura un bust en relleu del doctor amb el seu nom inscrit, mentre que a l'esquerra apareixen les dates vitals de Trueta. A la part posterior del monument, deixant de banda els dits de les mans gegantines que sobresurten de l'obra frontal, hi ha un relleu en ferro a la part inferior amb diverses figures humanes esbossades en els seus trets fonamentals, semblants a la iconografia d'algunes esglésies catalanes. Una de les figures porta un caduceu, símbol de la medicina. Al costat d'aquestes figures, a la part dreta, hi ha una roda, una àncora i una espiga de blat, amb la inscripció Al Doctor Trueta.